# パスカル・シャントゥール
パスカル・シャントゥール (Pascal Chanteur、1968年2月9日 - ）は、 フランス・サン・ドニ出身の元自転車競技選手。

## 経歴
1991年から2001年までプロ選手として活躍。
引退後は2016年までベルジェラックで自転車店を経営。2008年3月よりベルジュラック市議会の議員を務めている。
2008年6月、フランスの自転車競技組合UNCPの会長に就任。また、サッカー選手、ラグビー選手、バスケットボール選手、ハンドボール選手、自転車競技選手の組合である全国スポーツ協会・組合連合会の副会長を務めている。2008年からナショナル・サイクリング・リーグの執行役員を務め、2016年には副会長に就任した。

## 主な成績

### アマチュア時代
- 1989年
  - Souvenir Paul-Zaroukian 優勝
  - ブール～オヨナ～ブール 優勝
- 1990年
  - ツアー・オブ・ウィーン 総合優勝
  - ツール・ド・ラ・ソム 総合優勝
  - ツール・デュ・エノー
    - 総合優勝
    - 第4ステージ 優勝

  - ロンド・ド・ロワーズ 第4ステージ 優勝
  - ツール・ド・ラ・マンシュ 総合3位
- 1992年
  - パリ〜ルーベ アマチュア部門 優勝
  - ツール・ド・セーヌエマルヌ
    - 総合優勝
    - 第2ステージ 優勝

  - ツール・デ・ヴォージュ 総合優勝
  - ツール・ド・ロワール＝エ＝シェール 第3ステージ 優勝
  - パリ～コネレ 優勝
  - ルート・ブルトンヌ 2位
  - シルキュイ・メディタラネアン 3位

### プロ時代
- 1993年
  - ツール・デュ・ポワトゥー＝シャラント 第6ステージ 優勝
- 1996年
  - パリ〜ブールジュ 2位
  - ツール・ド・ワロニー 総合2位
  - ツール・デュ・リムザン 総合2位
  - パリ〜ツール 8位
- 1997年
  - パリ〜ニース
    - 総合5位
    - 第4ステージ 優勝
- 1998年
  - ボルタ・ア・ラ・コムニタ・バレンシアナ 総合優勝
  - トロフェオ・ライグエーリア 優勝
  - グランプリ・ド・レンヌ 優勝
  - ツール・デュ・オー・ヴァル 総合2位
- 1999年
  - コート・ピカルディ 優勝
  - グランプリ・ド・レンヌ 2位
- 2001年
  - グランプリ・ド・ヴィレ＝コトレ 3位

## グランツールの結果

### ツール・ド・フランス
参加7回
- 1993年：総合75位
- 1994年：総合81位
- 1997年：総合26位
- 1998年：総合35位
- 1999年：総合91位
- 2000年：総合69位
- 2001年：総合114位

### ブエルタ・ア・エスパーニャ
参加4回
- 1995年：総合85位
- 1996年：総合21位
- 1997年：リタイア
- 1998年：総合47位